# Leptopelis nordequatorialis
Espèce
Synonymes
- Leptopelis anchietae nordequatorialis Perret, 1966

Statut de conservation UICN

 LC  : Préoccupation mineure
Leptopelis nordequatorialis est une espèce d'amphibiens de la famille des Arthroleptidae.

## Répartition
Cette espèce se rencontre entre 1 000 et 2 000 m d'altitude sur le plateau de Mambila au Nigeria et au Cameroun.

## Description
Les mâles mesurent de 38 à 45 mm et les femelles de 48 à 54 mm.

## Publication originale
- Perret, 1966 : Les amphibiens du Cameroun. Zoologische Jahrbücher, Abteilung für Systematik, Ökologie und Geographie, vol. 93, p. 289-464.